# Economia de Bhutan
L'economia de Bhutan, una de les més petites i menys desenvolupades del món, és basada en l'agricultura i explotació forestal, que proporcionen els mitjans de subsistència principals per més de 60% de la població. L'agricultura consisteix en gran part de cultius i ramaderia de subsistència.
Les muntanyes abruptes dominen el terreny i fan la construcció de carreteres i altres infraestructures una tasca difícil i cara. L'economia està estretament alineada amb l'Índia a través d'una forta dependència del comerç, vincles monetaris i assistència financera. El sector industrial està tecnològicament ultrapassat, sent la major part de la producció artesanal. La majoria de projectes de desenvolupament, com la construcció de carreteres, requereixen del treball de migrants de l'Índia.
Els principals cultius són l'arròs, el blat, el blat de moro, les fruites i les hortalisses. A les zones muntanyenques es crien ramats de bestiar boví i iacs. El govern ha establert plans de desenvolupament per impulsar l'explotació sostenible dels recursos del país, sobretot dels boscos i les mines. La indústria es limita al processament d'aliments, l'artesania i el tèxtil, tot per a consum intern. Té rellevància l'energia hidroelèctrica, que és exportada a l'Índia. La principal font de divises prové del turisme, encara que es troba molt limitat. L'emissió de segells postals és també una important font d'ingressos per a l'economia.